# Austrodecus gordonae
Austrodecus gordonae är en havsspindelart som beskrevs av Stock, J.H. 1954. Austrodecus gordonae ingår i släktet Austrodecus och familjen Austrodecidae. Inga underarter finns listade.